# Moștenitor prezumtiv
Moștenitorul prezumtiv sau moștenitoarea prezumtivă este persoana situată pe prima poziție în ordinea succesiunii la un anumit titlu, dar care poate pierde acest loc în anumite circumstanțe prevăzute de sistemul de moștenire, cum ar fi nașterea unui moștenitor mai eligibil.
Poziția de „moștenitor prezumtiv”, ca și cea de „prinț moștenitor”, nu este un titlu nobiliar în sine, ci este doar un termen general care desemnează persoana ce deține primul loc în ordinea succesiunii.

## Exemple de moștenitori prezumtivi
- Caroline, Prințesa de Hanovra, a fost moștenitoarea prezumptivă a tronului din Monaco până la 10 decembrie 2014, când fratele ei, Albert al II-lea, Prinț de Monaco, a devenit tată a doi gemeni (Prințul Jacques și Prințesa Gabriella). Prințul Jacques a devenit atunci prinț moștenitor, iar Prințesa Caroline a coborât pe locul al treilea în ordinea succesiunii la tron.
- Jigyel Ugyen Wangchuck este moștenitorul prezumtiv al tronului din Buthan. Dacă fratele lui, Jigme Khesar Namgyel Wangchuck, va avea un copil legitim, acesta va deveni prinț moștenitor dacă va fi băiat, sau moștenitoare prezumptivă dacă va fi fată.
- Prințesa Leonor de Asturia este moștenitoarea prezumptivă[3] a tronului Spaniei. Dacă tatăl ei va avea un fiu legitim, Leonor își va pierde poziția în linia de succesiune.

## Moștenitori prezumtivi care au moștenit tronul

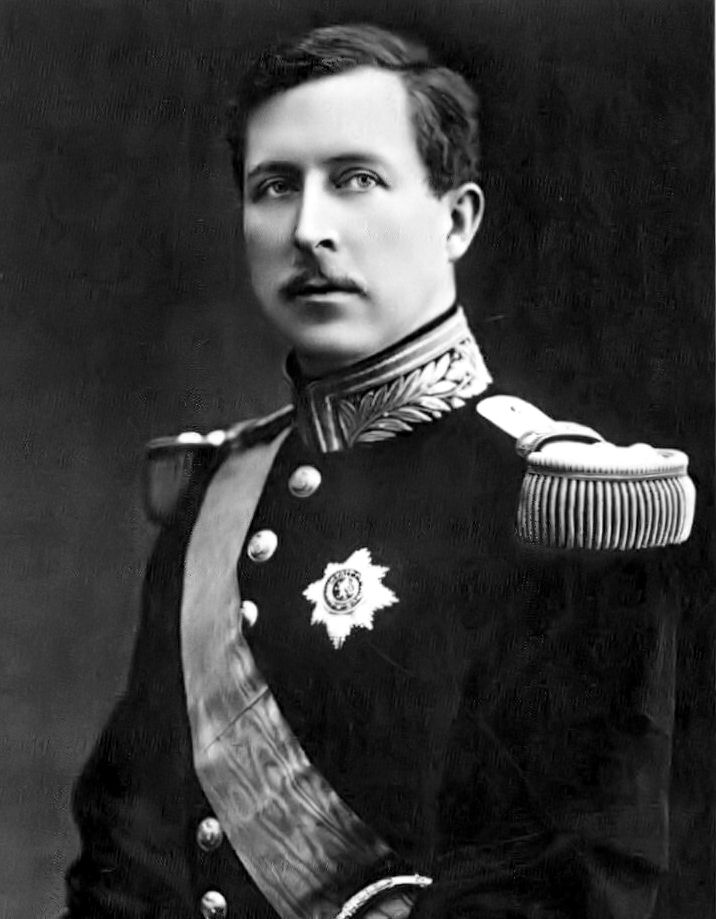
Albert I al Belgiei

- Regina Isabella I a Castiliei, care i-a succedat fratelui ei vitreg, Henric al IV-lea în 1474
- Regele Manuel I al Portugaliei, care i-a succedat vărului său, Ioan al II-lea în 1495
- Regele Ludovic al XII-lea al Franței, care i-a succedat vărului său, Carol al VIII-lea în 1498
- Regina Ioana de Castilia, care i-a succedat mamei ei, Isabella I în 1504
- Regele Francisc I al Franței, care i-a succedat vărului său, Ludovic al XII-lea în 1515
- Regina Maria I a Angliei, care i-a succedat fratelui ei vitreg, Eduard al VI-lea în 1553
- Regina Elisabeta I a Angliei, care i-a succedat surorii sale vitrege, Maria I a Angliei în 1558
- Regele Carol al IX-lea al Franței, care i-a succedat fratelui său, Francisc al II-lea în 1560
- Regele Henric al III-lea al Franței, care i-a succedat fratelui său, Carol al IX-lea în 1574
- Regele Henric al Portugaliei, care i-a succedat nepotului său, Sebastian I în 1578
- Regele Henric al IV-lea al Franței, care i-a succedat vărului său îndepărtat, Henric al III-lea în 1589
- Regele Carol al X-lea al Suediei, care i-a succedat verișoarei sale, Cristina în 1654
- Regele Iacob I al Angliei, care i-a succedat verișoarei sale, Elisabeta I în 1603[4]
- Regele Pedro al II-lea al Portugaliei, care i-a succedat fratelui său, Afonso al VI-lea în 1683
- Regele Iacob al II-lea al Angliei, care i-a succedat fratelui său, Carol al II-lea în 1685
- Regele Carol al III-lea al Ungariei, care i-a succedat fratelui său, Iosif I în 1711
- Regele George I al Marii Britanii, care i-a succedat verișoarei sale îndepărtate, Anne în 1714
- Regina Maria Theresa a Ungariei și Boemiei, care i-a succedat tatălui ei, Carol al III-lea în 1740
- Regele Carol al III-lea al Spaniei, care i-a succedat fratelui său vitreg, Ferdinand al VI-lea în 1759
- Regina Maria I a Portugaliei, care i-a succedat tatălui ei, Iosif I în 1777
- Regele Frederic Wilhelm al II-lea al Prusiei, care i-a succedat unchiului său, Frederic cel Mare în 1786
- Regele Leopold al II-lea al Ungariei, care i-a succedat fretelui său, Iosif al II-lea în 1790
- Regele Victor Emmanuel I al Sardiniei, care i-a succedat fratelui său, Charles Emmanuel al IV-lea în 1802
- Regele Carol Felix al Sardiniei, care i-a succedat fratelui său, Victor Emmanuel I în 1821
- Regele Carol al X-lea al Franței, care i-a succedat fratelui său, Ludovic al XVIII-lea în 1824
- Împăratul Nicolae I al Rusiei, care i-a succedat fratelui său, Alexandru I în 1825
- Regele Anton al Saxoniei, care i-a succedat fratelui său, Frederic Augustus I în 1827
- Regele William al IV-lea al Regatului Unit, care i-a succedat fratelui său, George al IV-lea în 1830
- Regele Carol Albert de Sardinia, care i-a succedat vărului său îndepărtat, Carol Felix în 1831
- Regina Isabela a II–a a Spaniei, care i-a succedat tatălui ei, Ferdinand al VII-lea în 1833
- Regele Frederic Augustus al II-lea al Saxoniei, care i-a succedat unchiului său, Anton în 1836
- Regina Victoria a Regatului Unit, care i-a succedat unchiului ei, William al IV-lea în 1837
- Regele Ernest Augustus I de Hanovra, care i-a succedat fratelui său, William al IV-lea în 1837
- Regele Christian al VIII-lea al Danemarcei, care i-a succedat vărului său, Frederic al VI-lea în 1839
- Regele Ioan al Saxoniei, care i-a succedat fratelui său, Frederic Augustus al II-lea în 1854
- Regele Wilhelm I al Prusiei, care i-a succedat fratelui său, Frederick William IV în 1861
- Regele Christian al IX-lea al Danemarcei, care i-a succedat vărului său, Frederic al VII-lea în 1863
- Regele Oscar al II-lea al Suediei, care i-a succedat fratelui său, Carol al XV-lea în 1872
- Regele Otto al Bavariei, care i-a succedat fratelui său, Ludwig al II-lea în 1886
- Regina Wilhelmina a Țărilor de Jos, care i-a succedat tatălui ei, Willem al III-lea în 1890
- Marele Duce Adolf de Luxemburg, care i-a succedat vărului său îndepărtat, Willem al III-lea în 1890
- Regele Wilhelm al II-lea de Württemberg, care i-a succedat unchiului său, Carol I în 1891
- Regele George al Saxoniei, care i-a succedat fratelui său, Albert în 1902
- Regele Albert I al Belgiei, care i-a succedat unchiului său Leopold al II-lea în 1909
- Marea Ducesă Marie-Adélaïde de Luxemburg, care i-a succedat tatălui ei, William al IV-lea în 1912
- Regele Ludwig al III-lea al Bavariei, care i-a succedat vărului său, Otto în 1913
- Regele Ferdinand I al României, care i-a succedat unchiului său, Carol I în 1914
- Împăratul Carol I al Austriei, care i-a succedat unchiului său, Francis Joseph I în 1916
- Marea Ducesă Charlotte de Luxemburg, care i-a succedat surorii sale, Marie-Adélaïde în 1919
- Regele Rama al VII-lea al Thailandei, care i-a succedat fratelui său, Rama al VI-lea în 1925
- Regele Rama al VIII-lea al Thailandei, care i-a succedat unchiului său, Rama al VII-lea în 1935
- Regele George al VI-lea al Regatului Unit, care i-a succedat fratelui său, Eduard al VIII-lea în 1936
- Regele Rama al IX-lea al Thailandei, care i-a succedat fratelui său, Rama al VIII-lea în 1946
- Regele Paul al Greciei, care i-a succedat fratelui său, George al II-lea în 1947
- Regina Juliana a Țărilor de Jos, care i-a succedat mamei ei, Wilhelmina în 1948
- Regina Elisabeta a II-a a Regatului Unit, care i-a succedat tatălui ei, George al VI-lea în 1952
- Regina Margareta a II-a a Danemarcei, care i-a succedat tatălui ei, Frederic al IX-lea în 1972
- Regina Beatrix a Țărilor de Jos, care i-a succedat mamei ei, Juliana în 1980
- Regele Albert al II-lea al Belgiei, care i-a succedat fratelui său, Baudouin în 1993
- Regele Tupou al VI-lea al Tonga, care i-a succedat fratelui său, George Tupou al V-lea în 2012

## Exemple de moștenitori prezumptivi care nu au moștenit tronul
- Richard, Duce de York, a fost moștenitor prezumtiv al regelui Henric al VI-lea al Angliei până la nașterea fiului lui Henric, în 1453.
- Prințesa Carolina de Orania-Nassau, primul copil al lui Willem al IV-lea, Prinț de Orania a fost moștenitor prezumtiv până la nașterea fratelui ei, Willem al V-lea, Prinț de Orania.
- Sofia de Hanovra, declarată moștenitoare prezumtivă prin "Act of Settlement 1701", însă a murit înaintea verișoarei ei îndepărtate, regina Anne.
- Prințesa Victoria a Regatului Unit, primul copil al reginei Victoria a fost moștenitoare prezumtivă a Regatului Unit din noiembrie 1840 până la nașterea fratelui ei, Eduard, în noiembrie 1841.
- Isabel, Prințesă Imperială a Braziliei a fost moștenitoare prezumtivă a Imperiului Braziliei. Totuși, coup d'etat din 1889 a proclamat țara republică.
- Prințul Filip, Conte de Flandra a fost moștenitor prezumtiv al fratelui său, regele Leopold al II-lea al Belgiei după decesul nepotului său, Prințul Leopold, Duce de Brabant, până la propriul deces în 1905.
- Afonso, Prinț Regal al Portugaliei a fost moștenitor prezumtiv al nepotului său, Manuel al II-lea al Portugaliei, până când monarhia a fost abolită în 1910.
- Arhiducele Franz Ferdinand al Austriei a fost moștenitor prezumtiv al unchiului său, împăratul Franz Joseph I al Austriei, până la asasinarea sa de la Sarajevo.
- Prințul Knud al Danemarcei a fost moștenitor prezumtiv al fratelui său, regele Frederic al IX-lea al Danemarcei, însă un amendament al constituției daneze din 1953 a proclamat-o pe fiica cea mare a regelui, Prințesa Margareta, moștenitoare prezumptivă.
- Prințul Bertil, Duce de Halland a fost moștenitor prezumtiv  în perioada 1973-1979, până la nașterea Prințului Carl Philip, Duce de Värmland.

## Exemple în cultura populară
În filmul de desene animate Disney The Lion King, Scar este moștenitor prezumptiv. Nașterea lui Simba, moștenitorul aparent, fiul regelui Mufasa, îl îndepărtează însă de tron pe Scar, lucru care creează întreaga intrigă a filmului.  
În primele trei sezoane ale serialului de televiziune Downton Abbey, mare parte din dramă este centrată pe Matthew Crawley, moștenitorul prezumptiv al contelui de Grantham. După decesul lui Matthew la sfârșitul sezonului 3, poziția de moștenitor prezumptiv este preluată de fiul său. 
În Pair of Kings, vărul regilor, Lanny, este următorul în linie pentru a deveni rege al Kinkow după moartea verilor săi (care domnesc împreună).
În Frozen, Prințesa Anna este moștenitoare prezumtivă, fiind sora reginei Elsa.